# Estrofoide

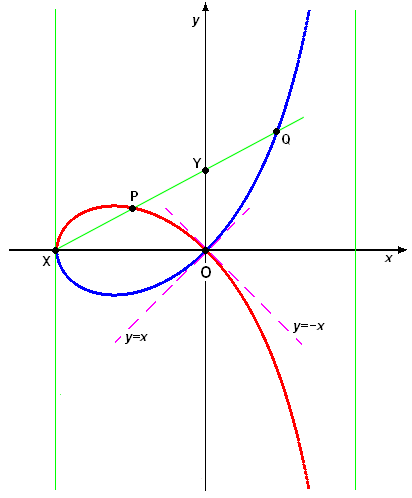
Construcció de l'Estrofoide dreta de pol X i de punt fix O, prenent per corba base l'eix Oy.

En matemàtiques, i més precisament en geometria, una corba estrofoide, o simplement una estrofoide, és una corba engendrada a partir d'una corba donada C i de dos punts A (el punt fix) i O (el pol).
En el cas particular on C és una recta, A pertany a C, i O no pertany a C, la corba s'anomena una estrofoide obliqua. Si, de més OA és perpendicular a C, la corba és anomenada una estrofoide dreta, o simplement una estrofoide per certs autors. L'estrofoide dreta de vegades també s'anomena corba logocíclica.

## Construcció

Construcció d'una estrofoide en el cas general

La corba Estrofoidal que correspon a la corba C, amb el punt fix A i el pol O es construeix de la manera següent: sigui L una recta mòbil que passa per O i que talla C en K. Siguin llavors P1 i P₂ els dos punts de L tals que P1K = P₂K = AK. El lloc geomètric dels punts P 1 i P₂ s'anomena l'estrofoide de C relativa al pol O i amb el punt fix A. S'observa que AP1 i AP₂ són ortogonals.

## Equacions

### Coordenades polars
Sigui la corba C donada per {\displaystyle r=f(\theta )}, on l'origen es pren a O. Sigui A el punt de coordenades cartesianes (a, b). Si {\displaystyle K=(r\cos \theta ,\ r\sin \theta )} és un punt de la corba, la distància de K à A és
{\displaystyle d={\sqrt {(r\cos \theta -a)^{2}+(r\sin \theta -b)^{2}}}={\sqrt {(f(\theta )\cos \theta -a)^{2}+(f(\theta )\sin \theta -b)^{2}}}}.
Els punts de la recta OK tenen per angle polar {\displaystyle \theta }, i els punts a distància d de K sobre aquesta recta són a una distància {\displaystyle f(\theta )\pm d} de l'origen. Per tant, l'equació de l'estrofoide ve donada per
{\displaystyle r=f(\theta )\pm {\sqrt {(f(\theta )\cos \theta -a)^{2}+(f(\theta )\sin \theta -b)^{2}}}}.

### Coordenades cartesianes
Sigui C d'equacions paramètriques (x=x (t),y =y(t)). Sigui A el punt (a, b) i O el punt (p, q). Llavors, les fórmules polars precedents mostren que la representació paramètrica de l'estrofoide és:
{\displaystyle x=u(t)=p+(x(t)-p)(1\pm n(t)),\ y=v(t)=q+(y(t)-q)(1\pm n(t))},
on
{\displaystyle n(t)={\sqrt {\frac {(x(t)-a)^{2}+(y(t)-b)^{2}}{(x(t)-p)^{2}+(y(t)-q)^{2}}}}}.

### Una altra fórmula polar
La complexitat de les fórmules precedents limita la seva utilitat a la pràctica. Existeix per això una forma alternativa de vegades més senzilla, que és particularment útil quan C és una sectriu de Maclaurin de pols O i A.
Sigui O l'origen i A el punt (a, 0). Sigui K un punt de la corba, {\displaystyle \theta } l'angle entre OK i l'eix OX, i {\displaystyle \vartheta } l'angle entre AK i l'eix OX. Se suposa que {\displaystyle \vartheta } es doni en funció de {\displaystyle \theta }, sota la forma {\displaystyle \vartheta =l(\theta )}. Sigui {\displaystyle \psi } l'angle en K, dons {\displaystyle \psi =\vartheta -\theta }. Es pot determinar r en funció de l fent servir la llei del sinus: com
{\displaystyle {r \over \sin \vartheta }={a \over \sin \psi },\ r=a{\frac {\sin \vartheta }{\sin \psi }}=a{\frac {\sin l(\theta )}{\sin(l(\theta )-\theta )}}}.
Siguin P1 i P₂ els punts de la recta OK a distància AK de K, numerats de forma que {\displaystyle \psi ={\widehat {P_{1}Ka}}} i {\displaystyle \pi -\psi ={\widehat {Akp_{2}}}}. El triangle {\displaystyle P_{1}KA} és isòsceles d'angle al vèrtex {\displaystyle \psi }, per tant els angles de la base, {\displaystyle {\widehat {AP_{1}K}}} i {\displaystyle {\widehat {KAP_{1}}}}, valent{\displaystyle (\pi -\psi )/2}. L'angle entre AP 1 i l'eix OX és llavors
{\displaystyle l_{1}(\theta )=\vartheta +\angle KAP_{1}=\vartheta +(\pi -\psi )/2=\vartheta +(\pi -\vartheta +\theta )/2=(\vartheta +\theta +\pi )/2}.
Emprant el fet que AP1 i AP₂ són perpendiculars (ja que el triangleAP1P₂ és inscrit en un semicercle), l'angle entre Ap₂ i l'eix OX val
{\displaystyle l_{2}(\theta )=(\vartheta +\theta )/2}.
L'equació polar de l'estrofoide es dedueix llavors de l 1 i l₂ segons les fórmules precedents:
{\displaystyle r_{1}=a{\frac {\sin l_{1}(\theta )}{\sin(l_{1}(\theta )-\theta )}}=a{\frac {\sin((l(\theta )+\theta +\pi )/2)}{\sin((l(\theta )+\theta +\pi )/2-\theta )}}=a{\frac {\cos((l(\theta )+\theta )/2)}{\cos((l(\theta )-\theta )/2)}}}
{\displaystyle r_{2}=a{\frac {\sin l_{2}(\theta )}{\sin(l_{2}(\theta )-\theta )}}=a{\frac {\sin((l(\theta )+\theta )/2)}{\sin((l(\theta )+\theta )/2-\theta )}}=a{\frac {\sin((l(\theta )+\theta )/2)}{\sin((l(\theta )-\theta )/2)}}}
C és una sectriu de Maclaurin de pols O i A quan l és de la forma {\displaystyle q\theta +\theta _{0}}; en aquest cas l1 i l₂ tenen la mateixa forma, i l'estrofoide és o bé una altra sectriu de Maclaurin, o bé una parella de sectrius; se'n pot trobar una equació polar senzilla si es pren l'origen al punt simètric de A respecte de O.

## Casos particulars

### Estrofoides obliqües
Soit C une droite passant par A. Alors, dans les notations précédentes, {\displaystyle l(\theta )=\alpha }, où{\displaystyle \alpha } est une constante, et {\displaystyle l_{1}(\theta )=(\theta +\alpha +\pi )/2}; {\displaystyle l_{2}(\theta )=(\theta +\alpha )/2}. Avec l'origine en O, les équations polaires de la estrofoide correspondante, appelée une estrofoide oblique deviennent
Sigui C una recta que passa per A. Llavors, en les notacions precedents, {\displaystyle l(\theta )=\alpha }, on {\displaystyle \alpha } és una constant, i {\displaystyle l_{1}(\theta )=(\theta +\alpha +\pi )/2}; {\displaystyle l_{2}(\theta )=(\theta +\alpha )/2}. Amb l'origen a O, les equacions polars de l'estrofoide corresponent, anomenada una estrofoide obliqua esdevenen
{\displaystyle r=a{\frac {\cos((\alpha +\theta )/2)}{\cos((\alpha -\theta )/2)}}}
i
{\displaystyle r=a{\frac {\sin((\alpha +\theta )/2)}{\sin((\alpha -\theta )/2)}}}.
Es verifica fàcilment que aquestes dues equacions descriuen de fet la mateixa corba.
Desplaçant l'origen en A (veure, l'article sectriu de Maclaurin) i reemplaçant −a per a, s'obté
{\displaystyle r=a{\frac {\sin(2\theta -\alpha )}{\sin(\theta -\alpha )}}} ;
una rotació de {\displaystyle \alpha } transforma aquesta equació en
{\displaystyle r=a{\frac {\sin(2\theta +\alpha )}{\sin(\theta )}}}.
En coordenades cartesianes (i canviant les constants), s'obté
{\displaystyle y(x^{2}+y^{2})=b(x^{2}-y^{2})+2cxy}.
És una cúbica, unicursal segons l'equació polar. Posseeix una sungularitat a (0, 0), i la recta y =b n'és asímptota.

### L'estrofoide dreta
Posant {\displaystyle \alpha =\pi /2} en
{\displaystyle r=a{\frac {\sin(2\theta -\alpha )}{\sin(\theta -\alpha )}}},
s'obté
{\displaystyle r=a{\frac {\cos 2\theta }{\cos \theta }}=a(2\cos \theta -\sec \theta )}.

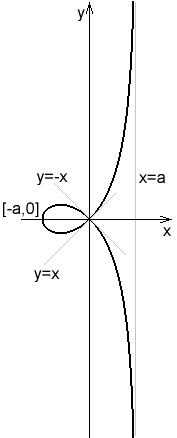
Estrofoide dreta.

Aquesta corba s'anomena l'estrofoide dreta, i correspon al cas on C és l'eix Oy, O és l'origen, i A és el punt (a,0).
L'equació cartesiana és
{\displaystyle y^{2}=x^{2}(a-x)/(a+x)};
una representació paramètrica unicursal és:
{\displaystyle x=-a{\frac {1-t^{2}}{1+t^{2}}}}
{\displaystyle y=-at{\frac {1-t^{2}}{1+t^{2}}}}.
La corba s'assembla al foli de Descartes, i la recta x = −a és asímptota en les dues branques infinites. La corba posseeix dues asímptotes més "imaginaries" en el pla complex {\displaystyle {\mathbb {C} }^{2}}, donades per
{\displaystyle x\pm iy=-a}.

### Estrofoides de circumferències que pasen pels punts fixos
Sigui C una circumferència que passa per O i A. Prenent O per origen i A en (a, 0), s'obté, amb les notacions precedents, {\displaystyle l(\theta )=\alpha +\theta }, on {\displaystyle \alpha } és una constant. Així, {\displaystyle l_{1}(\theta )=\theta +(\alpha +\pi )/2} i {\displaystyle l_{2}(\theta )=\theta +\alpha /2}. Llavors les equacions polars de les estrofoides corresponents són
{\displaystyle r=a{\frac {\cos(\theta +\alpha /2)}{\cos(\alpha /2)}}}
i
{\displaystyle r=a{\frac {\sin(\theta +\alpha /2)}{\sin(\alpha /2)}}}.
Són les equacions de dos circumferències que passen també per O i A, i formen angles de {\displaystyle \pi /4} amb C en aquests punts.